# Tadej Pogačar
Tadej Pogačar (Komenda, Slovenija, 21. rujna 1998.) slovenski je profesionalni biciklist koji trenutno vozi za UCI WorldTeam UAE Team Emirates. Pobijedio je na Tour de Franceu 2020., 2021. i 2024. godine  osvojivši tri različite majice tijekom svakog Toura, što je podvig neviđen u gotovo četiri desetljeća. Pobijedio je na izdanju Giro d'Italia 2024., osvojivši i planinsku klasifikaciju i šest etapa. Odličan u vožnji na kronometar, jednodnevnoj klasičnoj vožnji i na usponima, uspoređivali su ga s legendarnim svestranim biciklistima kao što su: Eddy Merckx i Bernard Hinault.
Godine 2019. postao je najmlađi biciklist koji je pobijedio na UCI World Tour utrci s pobjedom na Tour of California u dobi od 20 godina. Kasnije tijekom godine, na svom debitantskom Grand Touru, Pogačar je osvojio tri etape Vuelta a España na putu do ukupnog trećeg mjesta i naslova mladog vozača. I u svom debiju na Tour de Franceu i u sljedećoj godini, osvojio je tri etape i utrku u ukupnom poretku, kao i brdske etape i u poretku mladih vozača, postavši jedini biciklist koji je osvojio te tri klasifikacije istovremeno. On je prvi slovenski pobjednik, a s 21 godinom i drugi najmlađi pobjednik nakon Henrija Corneta, koji je pobijedio 1904. s 19 godina. On je prvi cestovni biciklist u povijesti koji je probio granicu od 6.000 bodova na UCI svjetskoj ljestvici. Trostruki je nacionalni prvak u vožnji na kronometar (2019., 2020., 2023.).
Jedini je biciklist koji je osvojio bijelu majicu na Tour de Franceu ukupno 4 puta, a tijekom tog razdoblja držao je majicu ukupno rekordnih 75 dana.
Šest puta je osvojio tri različita jednodnevna Monumenta (Tour of Flanders jednom, Liège–Bastogne–Liège dva puta i Giro di Lombardia tri puta), Pariz-Nica jednom i Tirreno–Adriatico u dva navrata.
Godine 2021. postao je prvi pobjednik Tour de Francea koji je iste godine osvojio olimpijsku medalju u cestovnoj utrci nakon što je uzeo broncu na muškoj cestovnoj utrci.
Trenutačno je broj 1 u muškoj UCI cestovnoj utrci. Bio je broj 1 rekordan ukupan broj tjedana i rekordan broj uzastopnih tjedana. Sezone 2021., 2022. i 2023. završio je kao svjetski broj 1.